# Prigoria (gmina)
Prigoria – gmina w Rumunii, w okręgu Gorj. Obejmuje miejscowości Bucșana, Burlani, Călugăreasa, Dobrana, Negoiești, Prigoria i Zorlești. W 2011 roku liczyła 3124 mieszkańców.